# Bataille d'Utique (203 av. J.-C.)
Pour les articles homonymes, voir Bataille d'Utique.
Deuxième guerre punique
Batailles
219 av. J.-C. : Sagonte
218 av. J.-C. : Rhône, Cissa, Tessin, La Trébie
217 av. J.-C. : Victumulae, Plaisance, Èbre, Lac Trasimène, Geronium
216 av. J.-C. : Cannes, Selva Litana, Nola (1re)
215 av. J.-C. : Cornus, Dertosa, Nola (2e)
214 av. J.-C. : Nola (3e) 
 213 av. J.-C. : Syracuse
212 av. J.-C. : Capoue (1re), Silarus, Herdonia(1re)
 211 av. J.-C. : Bétis, Capoue (2e)
210 av. J.-C. : Herdonia (2e), Numistro
209 av. J.-C. : Asculum, Carthagène
208 av. J.-C. : Baecula
207 av. J.-C. : Grumentum, Métaure
206 av. J.-C. : Ilipa, Carthagène (2e) (ca)
204 av. J.-C. : Crotone
203 av. J.-C. : Utique, Grandes Plaines
202 av. J.-C. : Zama
La bataille d’Utique se déroule en 203 av. J.‑C. entre une armée de la République romaine commandée par Publius Cornelius Scipio et les armées alliées de Carthage et de la Numidie, respectivement dirigées par Hasdrubal Gisco et Syphax. Elle s’inscrit dans le cadre de la Deuxième guerre punique et se solde par une lourde défaite pour Carthage
À la suite de sa défaite lors de la Première guerre punique (264–241 av. J.‑C.), Carthage étend son territoire dans le sud-est de l’Ibérie (actuelle Espagne et Portugal). Lorsque la Deuxième guerre punique éclate en 218 av. J.‑C., une armée romaine débarque dans le nord-est de l’Ibérie. Après un revers majeur en 210 av. J.‑C., Scipion prend le commandement et parvient à chasser les Carthaginois de la péninsule en cinq ans. De retour à Rome, il est déterminé à porter la guerre sur le sol africain, au cœur du territoire carthaginois. Élu consul en 205 av. J.‑C., Scipion passe une année en Sicile à entraîner son armée et à rassembler des vivres.
En 204 av. J.‑C., les Romains débarquent près du port carthaginois d’Utique avec quatre légions. Ils battent deux importantes unités de reconnaissance carthaginoises, assiègent Utique et établissent un camp fortifié.
Les Carthaginois et leurs alliés Numides installent leurs propres camps à environ 11 km des Romains, mais proches l’un de l’autre. En infériorité numérique, les Romains évitent l’affrontement. Les Carthaginois, méfiants face aux talents de stratège de Scipion, préfèrent attendre des renforts. Durant cette période de pause, Syphax propose de jouer les médiateurs dans le cadre de négociations de paix, que les trois camps entament. Profitant de ces tractations, Scipion envoie des officiers déguisés en esclaves pour espionner la configuration et la structure du camp numide, ainsi que la taille et la composition de son armée.
Lorsque le temps devient plus favorable, Scipion feint de préparer un assaut contre Utique. En réalité, il fait sortir son armée tard dans la nuit et la divise en deux. L’un des groupes lance une attaque nocturne contre le camp numide, mettant le feu aux baraquements faits de roseaux. Dans la panique et la confusion, les Numides sont dispersés et subissent de lourdes pertes. Ignorant la situation, de nombreux Carthaginois se précipitent dans l’obscurité pour éteindre ce qu’ils croient être un incendie accidentel dans le camp allié. Scipion les attaque alors avec le reste de ses troupes, prend leur camp d’assaut et y met le feu, notamment à de nombreuses huttes en bois. Là encore, les pertes carthaginoises sont considérables, amplifiées par l’obscurité.
Hasdrubal s’enfuit vers Carthage avec 2 500 survivants, parcourant environ 40 km, poursuivi par Scipion. Syphax parvient à s’échapper avec quelques cavaliers et se regroupe à environ 11 km de là. Au cours de l’année suivante, les Carthaginois lèvent deux nouvelles armées, mais chacune est vaincue par Scipion lors des batailles des Grandes Plaines et de Zama. Carthage demande la paix et accepte un traité humiliant, mettant fin à la guerre.

## Contexte

### Première guerre punique
La Première guerre punique oppose, au IIIe siècle av. J.‑C., les deux principales puissances de l’ouest de la Méditerranée : Carthage et la République romaine. Elle dure vingt-trois ans, de 264 à 241 av. J.‑C., et se déroule principalement en Sicile, dans ses eaux côtières et en Afrique du Nord. Carthage est vaincue,, et selon les termes du traité de Lutatius, évacue la Sicile et verse à Rome une indemnité de 3 200 talents d’argent étalés sur dix ans..
Quatre ans plus tard, Rome s’empare de la Sardaigne et de la Corse sous un prétexte fallacieux, et impose une indemnité supplémentaire de 1 200 talents (1 200 talents représentent environ 30 tonnes d’argent,,). Ces actions attisent le ressentiment de Carthage,. L’historien Polybe, proche des événements, estime que cette trahison romaine est la cause principale du déclenchement d’un nouveau conflit avec Carthage dix-neuf ans plus tard.
Dès 236 av. J.‑C., Carthage étend son territoire en Ibérie, dans l’actuelle Espagne et au Portugal. En 226, le traité de l’Èbre avec Rome fixe le fleuve Èbre comme frontière nord de la sphère d'influence carthaginoise. Peu après, Rome conclut un traité séparé avec la cité de Sagonte, bien au sud de l’Èbre. En 219 av. J.‑C., Hannibal, dirigeant de facto de l’Hispanie carthaginoise, marche sur Sagonte et l’assiège, la prend et la pille,. Au début de 218 av. J.‑C., Rome déclare la guerre à Carthage, déclenchant la Deuxième guerre punique.

### Deuxième guerre punique

Étendue approximative des territoires contrôlés par Rome (en rose) et Carthage (en violet) à la veille de la Deuxième guerre punique

Hannibal conduit une grande armée carthaginoise depuis l’Ibérie, à travers la Gaule, franchit les Alpes et envahit l’Italie péninsulaire en 218 av. J.‑C. Durant les trois années suivantes, il inflige de lourdes défaites aux Romains aux batailles de la Trébie, du lac Trasimène et de Cannes. Lors de cette dernière, au moins 67 500 Romains sont tués ou capturés. L’historien Toni Ñaco del Hoyo qualifie ces revers de « grandes calamités militaires », tandis que Brian Carey estime qu’ils ont mené Rome au bord de l’effondrement. L’armée d’Hannibal reste en Italie quatorze ans avant que ses survivants ne se retirent.
Des combats importants ont aussi lieu en Ibérie, en Sicile, en Sardaigne et en Afrique du Nord. En 211 av. J.‑C., les Romains subissent une lourde défaite à la bataille du Bétis et sont repoussés dans le nord-est de l’Ibérie. En 210 av. J.‑C., des renforts stabilisent la situation. Cette même année, Publius Cornelius Scipio arrive avec des troupes supplémentaires pour prendre le commandement. En 209 av. J.‑C., lors d’un assaut soigneusement préparé, il s’empare de la principale base carthaginoise, Carthagène la Nouvelle,. Au cours des quatre années suivantes, Scipio bat à plusieurs reprises les Carthaginois et les chasse d’Ibérie en 206 av. J.‑C.],

## Forces en présence

### Romains

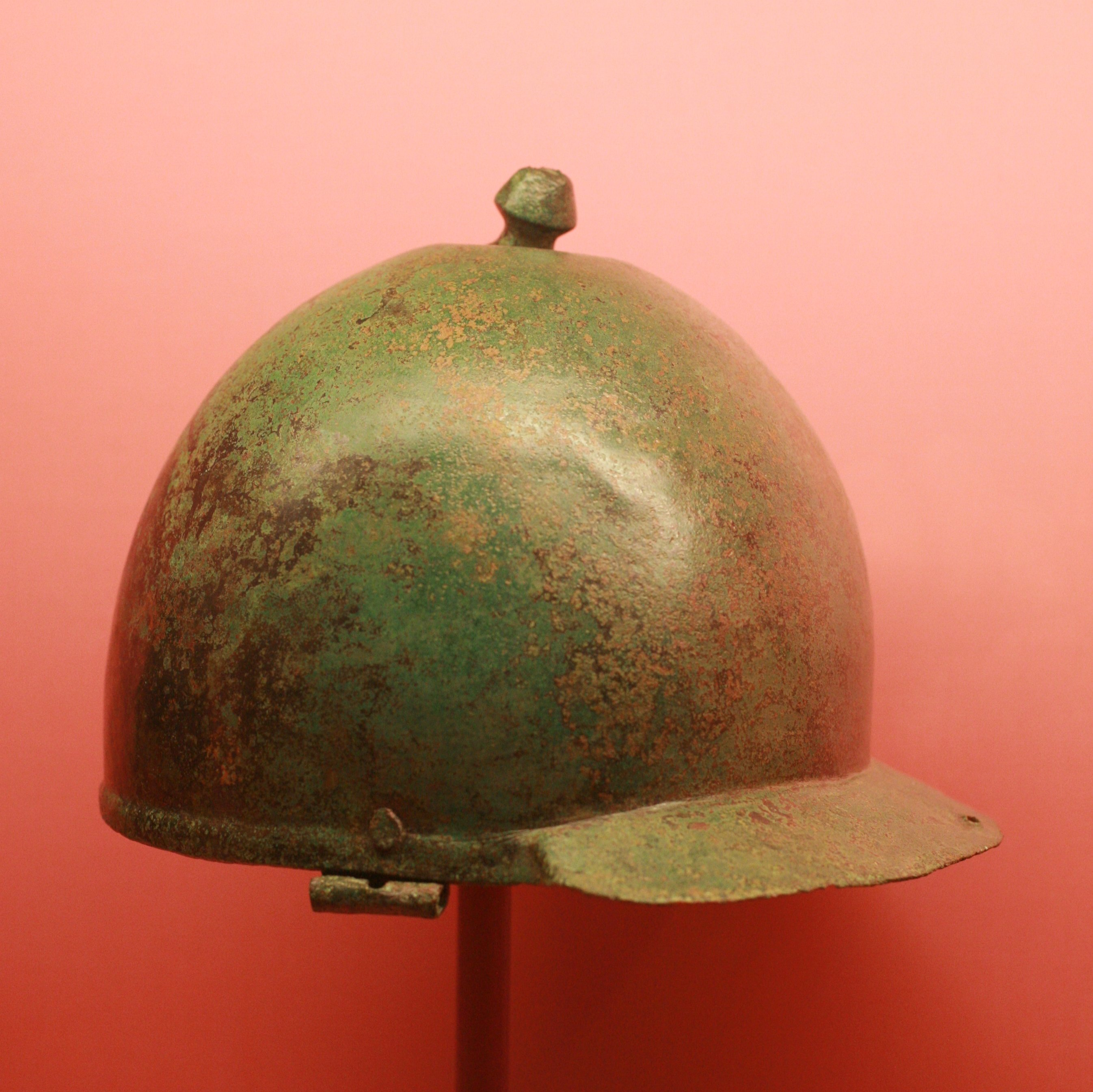
Calotte d’un casque de type Montefortino, utilisé par l’infanterie romaine de 300 av. J.‑C. à 100 apr. J.‑C. Les protège-joues sont manquants.

La plupart des citoyens romains de sexe masculin sont astreints au service militaire, qu’ils effectuent comme infanterie. Une minorité plus aisée fournit le contingent de cavalerie (equites). Traditionnellement, Rome lève deux légions en temps de guerre, composées chacune de 4 200 fantassins – chiffre pouvant atteindre 5 000 selon les circonstances, – et de 300 cavaliers.
Environ 1 200 des fantassins, généralement plus jeunes ou plus pauvres et incapables de financer un équipement complet de légionnaire, servent comme vélites, tirailleurs armés de javelots. Ils portent chacun plusieurs javelots de jet, une courte épée et un bouclier d’environ 90 cm. Le reste constitue l’infanterie lourde, équipée d’une armure, d’un grand bouclier et d’un glaive de pointe. Ces troupes sont réparties en trois lignes : les hastati (première ligne) portent deux javelots, les principes (deuxième ligne) et les triarii (troisième ligne) manient une lance d’estoc. Les manipules et les soldats opèrent en ordre relativement ouvert. Rome élit chaque année deux consuls, magistrats suprêmes qui, en temps de guerre, prennent chacun le commandement d’une armée. Une armée standard combine une légion romaine avec une autre levée chez ses alliés latins – ces derniers fournissent souvent davantage de cavaliers,.
À ce stade de la guerre, les armées romaines deviennent plus nombreuses, comportant en général quatre légions (deux romaines et deux alliées), soit environ 20 000 hommes. L’armée romaine qui envahit l’Afrique se compose de quatre légions : les deux légions romaines sont renforcées à un effectif inédit de 6 200 fantassins chacune, avec 300 cavaliers par légion. Les historiens modernes estiment la force totale entre 25 000 et 30 000 hommes, dont environ 2 500 cavaliers.,,

### Carthaginois
Les citoyens carthaginois ne servent dans l’armée que lorsque la cité de Carthage elle-même est menacée,. Ils combattent alors comme fantassins lourds bien équipés, armés de longues lances d’estoc, mais leur formation et leur discipline sont réputées médiocres. En temps normal, Carthage recrute des étrangers pour composer ses armées. Beaucoup de soldats viennent d’Afrique du Nord et sont désignés comme « Libyens ». Cette région fournit divers types de combattants : une infanterie en formation serrée équipée de grands boucliers, de casques, de courtes épées et de longues lances d’estoc ; des tirailleurs armés de javelots ; des cavaliers légers évitant le corps-à-corps, jetant des javelots à distance – souvent des Numides, et une cavalerie lourde de choc, entraînée pour charger rapidement l’adversaire afin de le briser avant ou au moment du contact.
Les fantassins africains en ordre serré, tout comme les milices citoyennes, combattent en phalanges. Il arrive que certains utilisent des armures romaines capturées. L’Ibérie et la Gaule fournissent aussi des fantassins aguerris mais sans armure, réputés pour leurs charges furieuses, bien qu’ils rompent le combat si l’affrontement s’éternise. Enfin, les frondeurs des Baléares sont fréquemment recrutés,.

## Prélude
En 206 av. J.‑C., Scipion quitte l’Ibérie et revient en Italie. Il se voit refuser le triomphe auquel il pouvait prétendre au motif qu’il n’avait pas occupé les magistratures du cursus honorum, la séquence de charges militaires et politiques que doivent suivre les aspirants hommes d’État romains. Il est pourtant élu au poste suprême de consul début 205, en dépit de l’âge requis. Scipion anticipe déjà une invasion de l’Afrique du Nord et, alors qu’il est encore en Espagne, il entame des négociations avec les chefs numides Massinissa et Syphax. Il échoue à rallier ce dernier, mais conclut une alliance avec le premier.
L’idée d’une invasion de l’Afrique divise la classe politique romaine. Hannibal est encore présent sur le sol italien ; une nouvelle offensive carthaginoise reste possible, ce que confirmera bientôt le débarquement de Magon Barca en Ligurie. L’opération amphibie est risquée sur les plans logistique et militaire. Lors de la Première guerre punique, une tentative similaire en 256 av. J.‑C. s’est soldée par une lourde défaite qui a revitalisé Carthage.
Un compromis finit par être trouvé : Scipion reçoit la Sicile comme province consulaire, ce qui lui permet de disposer d’une base idéale pour organiser l’invasion et l’approvisionnement. Il obtient aussi l’autorisation de franchir la mer vers l’Afrique selon son propre jugement. L’engagement romain reste néanmoins limité : Scipion ne peut pas lever une armée par la conscription habituelle et doit se contenter de volontaires.,
En 216, les survivants de la défaite romaine à Cannes ont été regroupés en deux légions et envoyés en garnison en Sicile. Ces légions forment encore l’ossature de la garnison insulaire. Grâce à l’afflux de volontaires, Scipion en renforce les effectifs à un niveau sans précédent, atteignant 6 500 hommes par légion.
Le nombre exact d’hommes disponibles et de soldats partis pour l’Afrique reste incertain. L’historien Tite-Live, qui écrit deux siècles plus tard, mentionne des chiffres de 12 200, 17 600 ou 35 000. Les historiens modernes estiment que la force combattante comprend entre 25 000 et 30 000 hommes, dont plus de 90 % sont des fantassins.,
Comme une grande partie de ses effectifs est constituée de nouveaux engagés, et qu’aucun combat n’a eu lieu en Sicile depuis cinq ans, Scipion impose un entraînement rigoureux. Celui-ci va de l’exercice des centuries (unités de manœuvre de base, fortes de 80 hommes) aux manœuvres d’ensemble de l’armée. Cette phase dure environ un an. Simultanément, Scipion rassemble une importante quantité de vivres et de matériel, des navires marchands pour le transport des hommes et du ravitaillement, ainsi que des bâtiments de guerre pour les escorter.
Toujours en 205 av. J.‑C., trente navires romains commandés par le légat Caius Laelius, second de Scipion, mènent un raid sur les côtes d’Afrique du Nord autour d’Hippone. Ils en rapportent un butin important et de nombreux captifs.,
Carthage pense d’abord qu’il s’agit là de l’invasion annoncée, et réagit en hâte en renforçant ses fortifications et en levant des troupes, y compris certaines unités composées de citoyens. Elle envoie aussi des renforts à Magon en Ligurie pour détourner l’attention romaine.
Parallèlement, une guerre de succession éclate en Numidie entre Massinissa, favorable aux Romains, et Syphax, allié des Carthaginois. Lors de son raid, Laelius reprend contact avec Massinissa, qui exprime alors son impatience face à la lenteur des préparatifs romains et au retard du débarquement en Afrique.

## Invasion

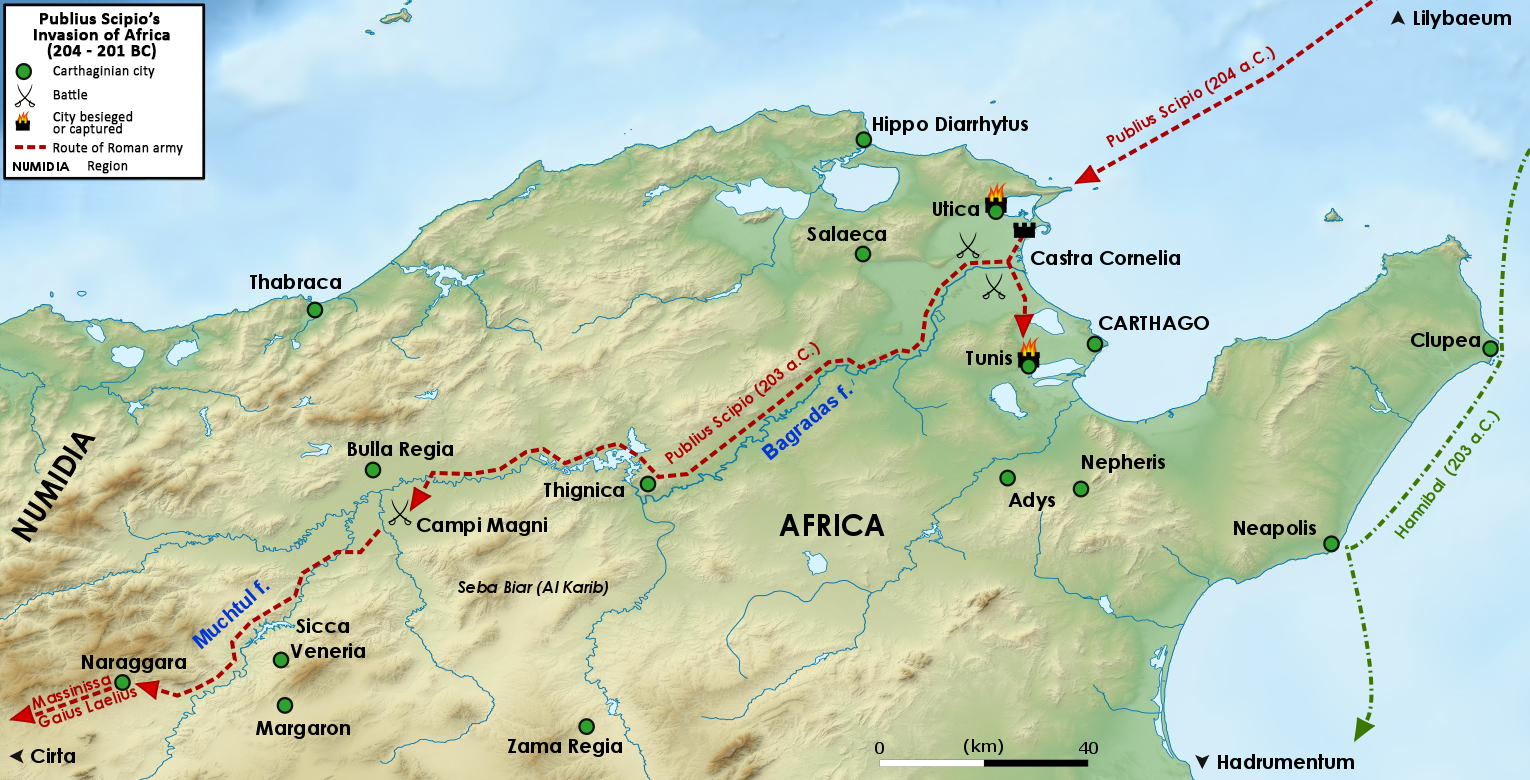
Carte de l’Afrique du Nord montrant la campagne de Scipion.

En 204 av. J.‑C., probablement en juin ou juillet, l’armée romaine quitte la Sicile à bord de 400 navires de transport, escortés par 40 galères. Trois jours plus tard, elle débarque au cap Farina, à environ 20 km au nord du grand port carthaginois d’Utique. La population locale prend la fuite. Une première riposte carthaginoise, composée d’un détachement de reconnaissance de 500 cavaliers, est repoussée ; son commandant ainsi que le général en charge de la défense sont tués. La région est pillée et 8 000 prisonniers sont envoyés en Sicile comme esclaves ou otages. Massinissa rejoint les Romains avec un contingent dont la taille varie selon les sources : 200 ou 2 000 hommes. Un vaste camp fortifié est établi sur une presqu’île rocheuse proche de Ghar el-Melh, connue sous le nom de Castra Cornelia,. Massinissa vient alors de subir une défaite face à son rival numide Syphax : il est blessé et son armée est dispersée. Syphax, jusqu’alors hésitant, est convaincu de s’engager fermement aux côtés de Carthage par le général carthaginois Hasdrubal Gisco et par sa nouvelle épouse, énergique et influente : Sophonisbe, fille d’Hasdrubal.
Carthage envoie une force plus importante pour reconnaître la position romaine, forte d’environ 4 000 soldats sous le commandement d’un certain Hannon. Ce contingent, composé de Numides et de citoyens carthaginois, s’établit à Salaeca, à environ 24 km des Romains, mais effectue peu de reconnaissances. Selon un stratagème convenu avec Scipion, la cavalerie de Massinissa attaque la force d’Hannon, puis simule une retraite. Les troupes carthaginoises les poursuivent et tombent dans une embuscade romaine. Hannon et 1 000 de ses hommes sont tués ou capturés. Les survivants sont poursuivis sur environ 50 km, et seuls 1 000 parviennent à s’échapper. Les Romains élargissent alors la zone qu’ils mettent à sac, renvoyant leur butin et les prisonniers vers la Sicile à bord des navires de ravitaillement.

### Siège d’Utique
Souhaitant disposer d’une base plus permanente et d’un port mieux abrité pour affronter les intempéries hivernales, Scipion décide d’assiéger Utique. Bien que les Romains disposent d’un important parc de machines de siège, le siège s’éternise,. Une armée carthaginoise commandée par Hasdrubal Gisco établit alors un camp fortifié à environ 11 km des lignes romaines, forte, selon les sources anciennes, de 33 000 hommes. Syphax le rejoint et installe son propre camp à environ 3 km de celui d’Hasdrubal, avec 60 000 soldats selon les mêmes sources. La fiabilité de ces chiffres est mise en doute par les historiens modernes, qui les jugent irréalistes. Il est néanmoins admis que les Romains sont nettement inférieurs en nombre, notamment en cavalerie,.
L’historien contemporain Dexter Hoyos estime que les forces combinées carthagino-numides comptent environ 47 500 hommes. Les Romains se replient alors sur leur camp de Castra Cornelia, qui se retrouve à son tour encerclé côté terre. Scipion, en nette infériorité numérique, évite d’engager son armée dans une bataille rangée. Hasdrubal, de son côté, se montre lui aussi prudent : deux ans plus tôt, il a subi une lourde défaite face à Scipion en Ibérie malgré une supériorité numérique, ce qui le rend réticent à risquer un affrontement frontal. Il sait également que de nouveaux renforts sont en cours de recrutement en Ibérie, et préfère attendre leur arrivée avant de reprendre les hostilités.
Scipion tente de convaincre Syphax de faire défection, en lui envoyant plusieurs émissaires. Syphax propose en retour de servir de médiateur en vue d’un accord de paix. Une série de rencontres diplomatiques s’engage, et se poursuit sur plusieurs jours. Profitant de ces tractations, Scipion glisse dans ses délégations de jeunes officiers déguisés en esclaves. Leur mission est d’étudier la configuration et les structures du camp numide, d’évaluer les effectifs et la composition des troupes, ainsi que d’identifier les routes les plus fréquentées.,
Le camp carthaginois est solidement aménagé, avec des remparts de terre et des baraquements en bois. Le camp numide, en revanche, est moins bien défini : il ne possède pas de véritable périmètre fortifié, et les habitations des soldats sont majoritairement en roseaux, couvertes de chaume.

## Bataille
Scipion prolonge les négociations avec Syphax, affirmant finalement qu’il est globalement favorable aux propositions, mais que ses officiers supérieurs ne sont pas encore convaincus. En réalité, Scipion agit de mauvaise foi : il n’a aucune intention de conclure un traité de paix, son objectif étant uniquement de recueillir des renseignements utiles sur le plan militaire. Du point de vue des normes diplomatiques de l’époque, le fait que Scipion lance une attaque surprise au milieu de pourparlers est considéré comme moralement douteux., Les historiens romains de l’Antiquité s’efforcent longuement de justifier ou d’excuser son comportement.,
En 203 av. J.‑C., à l’approche du printemps et de meilleures conditions météorologiques, Scipion annonce à ses troupes qu’il s’apprête à lancer un assaut contre les défenses d’Utique, et entame ostensiblement les préparatifs. En parallèle, il planifie une attaque de nuit contre les deux camps ennemis. Grâce à sa connaissance du terrain et à une reconnaissance minutieuse, Scipion identifie les itinéraires les moins risqués pour une marche nocturne et donne des consignes précises à ses officiers. Le soir de l’attaque, il laisse une garde solide au Castra Cornelia. Vers 21 ou 22 heures, deux colonnes quittent le camp : l’une est commandée par Caius Laelius, vétéran des campagnes de Scipion. Elle comprend environ la moitié des forces d’attaque romaines, renforcée par les Numides de Massinissa, et vise le camp de Syphax. L’autre colonne, dirigée par Scipion lui-même, se dirige vers le camp carthaginois. Le nombre total des troupes engagées n’est pas connu,.
Grâce aux repérages préalables, les deux colonnes atteignent sans encombre leurs positions respectives, malgré la difficulté inhérente aux manœuvres nocturnes. La cavalerie numide de Massinissa se déploie en petits groupes, couvrant toutes les issues des deux camps ennemis. La colonne de Laelius attaque en premier, prenant d’assaut le camp numide de Syphax et incendiant un maximum de huttes en roseaux. Le camp sombre dans le chaos : de nombreux Numides, ignorant l’origine du feu, croient à un accident et ne réagissent pas. Certains périssent dans les flammes, d’autres sont piétinés dans la panique. Pendant ce temps, les Romains, bien informés, abattent ceux qui tentent de fuir, tandis que les cavaliers numides interceptent les fuyards ayant échappé aux lignes romaines.
Les Carthaginois entendent le tumulte et aperçoivent les flammes ; plusieurs d’entre eux se précipitent pour tenter d’éteindre l’incendie. C’est alors que la colonne de Scipion entre en action, selon un plan coordonné. Elle fauche les Carthaginois en marche, puis prend d’assaut le camp d’Hasdrubal et tente d’incendier les baraquements en bois. L’incendie se propage rapidement parmi les structures rapprochées. Pris de panique, les Carthaginois sortent en désordre, sans armes ni armure, cherchant à fuir ou à combattre les flammes. Les Romains, bien organisés, les abattent.,
Selon Polybe, Hasdrubal parvient à s’échapper avec seulement 2 500 hommes. Syphax s’enfuit lui aussi, accompagné de quelques cavaliers. Les sources antiques avancent un bilan de 30 000 à 40 000 morts carthaginois et numides, et entre 2 400 et 5 000 prisonniers, mais les historiens modernes estiment ces chiffres très exagérés. Le lendemain matin, les Romains poursuivent les fuyards, dispersent les survivants, et mettent à sac deux cités carthaginoises avant de se replier.,
Hasdrubal se réfugie à Carthage, distante d’environ 40 km. Syphax, lui, rallie la ville d’Abba, à quelque 11 km du champ de bataille.

## Conséquences
Privés d’armée de campagne, les Carthaginois ne peuvent plus s’opposer aux opérations romaines. Scipion intensifie donc le siège d’Utique et lance des raids étendus sur le territoire nord-africain. En plus de l’or et des esclaves, les Romains accumulent d’importantes réserves alimentaires, qui s’ajoutent aux stocks déjà envoyés de Sicile.
Hasdrubal et Syphax rassemblent les survivants dispersés de leurs armées, lèvent de nouvelles troupes et reçoivent un renfort de 4 000 guerriers ibères. Environ 30 000 hommes sont ainsi regroupés à environ 120 km d’Utique, près du Bagrada., Scipion marche avec l’essentiel de ses forces pour aller à leur rencontre. Les deux armées acceptent le combat et les Carthaginois subissent une lourde défaite. Syphax et ses Numides sont pourchassés, affrontés de nouveau à Cirta et vaincus une seconde fois ; Syphax est capturé. Scipion mène ensuite son armée principale jusqu’à Tunis, à portée de vue de la ville de Carthage.

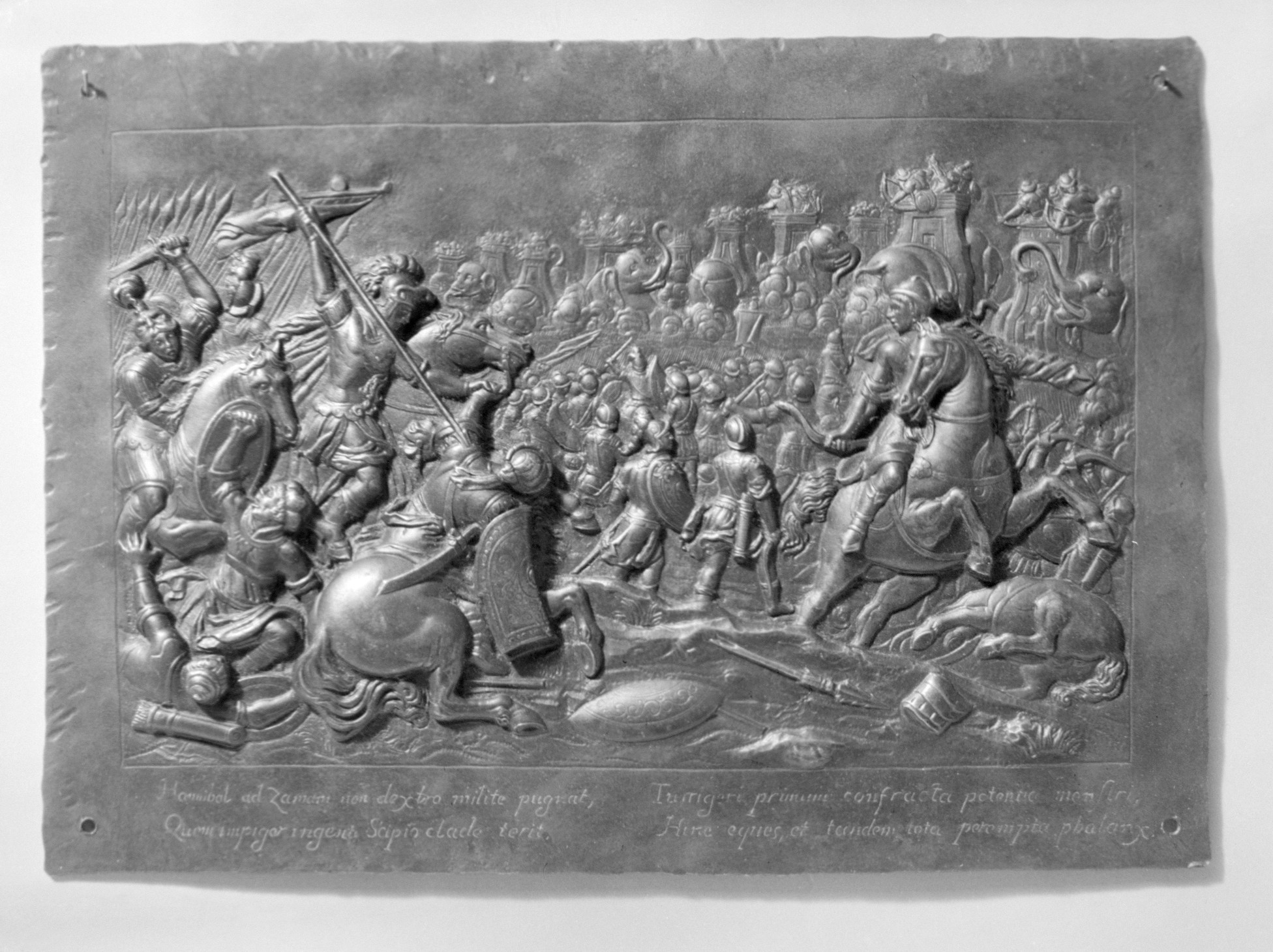
La bataille de Zama, représentée au XVIIe siècle.

Scipion et Carthage entament alors des négociations de paix. Carthage rappelle Hannibal et Magon d’Italie. Le Sénat romain ratifie un projet de traité, mais Carthage le rejette, poussée par un regain de confiance à l’arrivée d’Hannibal. Hannibal prend alors le commandement d’une nouvelle armée, formée de vétérans ramenés d’Italie et de recrues africaines. Elle dispose de 80 éléphants de guerre mais peu de cavalerie. La bataille de Zama s’ensuit en octobre 202 av. J.‑C.. Après de durs combats, l’armée carthaginoise s’effondre ; Hannibal est l’un des rares à s’échapper.,
Le traité de paix imposé par Rome à Carthage lui retire tous ses territoires extérieurs à l’Afrique, ainsi qu’une partie de ses possessions africaines. Une indemnité de 10 000 talents d’argent est exigée, à régler sur 50 ans. Des otages sont également livrés. Carthage perd le droit de posséder des éléphants de guerre, voit sa flotte réduite à 10 navires et se voit interdire toute guerre hors d’Afrique, ou même en Afrique sans l’accord explicite de Rome. Une partie de l’élite carthaginoise souhaite rejeter ce traité, mais Hannibal plaide en faveur de son acceptation, qui intervient au printemps 201 av. J.‑C. Dès lors, la subordination politique de Carthage à Rome devient évidente. Scipion reçoit les honneurs du triomphe et le surnom de agnomen « Africanus ».